# Nikola Bilyk
Nikola Bilyk (født 28. november 1996 i Tunis, Tunesien) er en østrigsk håndboldspiller som spiller for THW Kiel og Østrigs herrehåndboldlandshold.
Han debuterede i den østrigske Bundesliga i december 2012 kort efter hans 16-års fødselsdag.